# 베티 레인
베티 레인(영어: Bettye Lane, 1930년 9월 19일 보스턴에서 출생 ~ 2012년 9월 19일 맨하탄에서 사망)은 미국의 저널리즘 사진 작가이다. 페미니즘 운동, 시민권 운동, 동성애자 인권 운동의 주요 행사 기록작업을 한 인물로 잘 알려져 있다. 1960년에 CBS 방송사에 입사했고, 1962년부터 1964년까지 세러데이 이브닝 포스트(Saturday Evening Post)에서 근무했다. 내셔널 옵저버(The National Observer), 타임지(Time), 라이프(Life), AP(Associated Press)에도 그녀의 사진들이 실렸다.
베티 레인의 작업들은 스미소니언 박물관(Smithsonian Institution)에서 전시되었으며 일부는 전미 여성 예술인 박물관(National Museum of Women in the Arts)에 컬렉션으로 영구 보관되었다. 그 외에도 뉴욕 공립 도서관과 하버드 대학, 듀크 대학에서 소장하고 있다. 또한 다큐멘터리 영화와 서적들에서도 그녀의 사진들은 사용되어 왔다.
베티레인은 82세가 되던 해, 자신의 생일에 죽었다.

## 어린 시절
베티 레인은 이탈리아에서 온 이민자 루이지 포티(Luigi Foti)와 안토니에타 포티(Antonietta Foti) 부부 사이에 여덟 자녀 중 하나로 태어났으며, 어릴 때 이름은 엘리자베스 포티(Elizabeth Foti)였다. 아버지가 이탈리아로 돌아간 이후 미국에 남겨진 그녀의 어머니는 생계를 유지하기 위해 갖은 고생을 해야 했으며, 한동안 자식을 좀더 풍족한 다른 가정에 위탁시키도록 강제 명령을 받기도 했다. 베티 레인은 초등학교마저 자퇴하게 되었으며 신발 공장에 들어가 일을 해야 했다. 후에 제2차 세계 대전 참전용사와의 짧은 결혼 생활을 끝내고, 그녀는 뉴욕으로 이사했고 결혼때 쓰던 이름을 버렸다.

## 경력
레인은 1959년, 보스턴 대학 (Boston University)에 입학해 홍보와 커뮤니케이션 관련 수업을 들었으며 졸업은 1962년에 했다. 1959년부터 1962년까지 레인은 하버드 대학(Harvard University)의 뉴스 사무국과 제휴하여 당대의 사건들을 기록한 자신의 작업을 전달하고 있었다. 1960년에는 CBS 방송국에 고용되기도 했다. 이러한 1959년부터 1962년까지의 레인의 작업들은 포토 저널리스트로서 그녀가 첫 직업을 가질 수 있도록 하는데 필요한 준비과정이 되었다.
1962년에 세러데이 이브닝 포스트(Saturday Evening Post)는 그녀를 포토 저널리스트로서 고용했으며 레인은 1964년까지 그곳에서 일했다.
1966년에 내셔널 옵저버(National Observer) 역시 레인을 동일한 직위인 포토 저널리스트로서 고용했으며 그녀는 그곳에서 1977년까지 일했다. 레인이 내셔널 옵저버(National Observer)에 고용된 계기는 그녀가 1966년의 한 시위 현장에서  해당 언론사 편집자의 눈에 띄었기 때문이라고 한다. 그 편집자는 레인의 열의와 헌신에 매우 강한 인상을 받아 그녀를 고용했고, 종국에 이 때의 일은 베티 레인이 미국 여성 운동의 공식 포토그래퍼로서 유명세를 타게끔 만드는데 일조한 것이 되었다.
내셔널 옵저버(National Observer), 뉴욕 주간지(New York weekly newspaper)에 근무하는 기간 동안 레인은 인생의 큰 전환기를 맞는다. 1970년에 레인은 미국 최초로 열린 평등을 위한 여성 파업(Women's Strike for Equality)을 기사로 다루기 위한 업무에 배정되었고, 이 때가 레인으로서는 그 전환기의 첫 시작었다 할 수 있다. 당시 이 시위는 전미 여성 연맹(National Organization for Women)에 의해 조직되었고 일터에서의 여성 평등권을 쟁취하기 위한 싸움을 하고 있었다. 레인이 '평등을 위한 여성 파업(Women's Strike for Equality)' 사진 작업을 진행한 후로, 그녀는 점점더 미국 여성 여성 운동의 모습을 담는 사진 작업에 몰두하게 되었다. 회사로부터 업무를 배정 받고 말고에 상관없이, 베티 레인은 모든 시위와 집회에 참가했고 사진을 찍었으며 그 자체가 그녀의 일이 되었다.
1977년에 내셔널 옵저버(National Observer)사를 떠난 이후, 레인은 독립했는데 고정된 출판처에 자신을 묶어두지 않고 타임지(Time Magazine), 라이프지(Life Magazine), AP(The Associated Press)로부터 일을 의뢰받았다.
레인은 시민권 운동, 베트남전 반대 운동, 동성애 권익을 위한 행진을 집중적으로 다루며 작업했다. 그녀는 미국 동성애 운동의 시작이라 일컬어지는, 그리니치 빌리지에서의 스톤월 항쟁(Stonewall Riots)을 기록한 극소수의 포토그래퍼들 중 하나이다.

## 사망과 그 이후에 남긴 것
레인은 2012년 9월 19일에 죽었다. 그녀는 복막암과 류마티스 관절염을 앓고 있었다. 그녀에게 보스턴에 살고 있는 조세핀 케이턴(Josephine Caton)이라는 자매가 한명 있었으며 그외에는 몇몇 조카들이 있었다.
베티 레인은 "미국 여성 운동의 공식 포토그래퍼"로 여겨진다. 그녀의 사진들은 스톤월 항쟁을 다룬 70개가 넘는 다큐멘터리와 책에 실렸다. 또, 그녀의 사진 작업 중 하나는 2000년 미국 20세기 우표 시리즈 (Celebrate the Century)에 수록되기도 했다. 레즈비언 작가이자 활동가인 사라 슐만(Sarah Schulman)은 베티 레인의 작업물에 대해서 다음처럼 평한다. "그녀의 사진은 당대 운동의 주역이었던 여성, 남성, 트랜스 젠더, 드랙, 유색인들의 모습을 보여주고 있다. 그것은 하나의 고전이 되었다."
레인은 말년에 자신의 사진들을 정리하고 그것을 각기 다른 기관들에 기부하는데 시간을 보냈다. 이는 미국 여성 운동사를 조명하기 위한 것이었다. 그녀가 남기고 떠난 작업들은 하버드 대학(Harvard University)의 슐레진저 도서관(Schlesinger Library), 미국 의회 도서관(Library of Congress), 워싱턴의 전미 여성 예술인 박물관(National Museum of Women in the Arts), 뉴욕 공립 도서관(New York Public Library), 듀크 대학의 루벤스타인 도서관(Rubenstein Library)에 보존되어 있다.

## 작업 특징
그녀의 사진 작업은 다른 포토그래퍼의 것과는 다른 특이점을 가진다. 이는 레인이 미국 여성 운동의 중요한 리더들의 모습에 집중하는 대신, 시위 중의 평범한 사람들의 모습을 일상적으로 담았기 때문이다. 그녀는 그러한 방식으로 촬영된 사진들이 미국 여성 운동의 정서와  핵심을 잘 포착할 수 있을 것이라고 여겼다.